# 박순경
박순경은 문화방송 드라마인데 원래 제목은 <배순경>이었지만 박규채가 주연을 맡으면서 변경됐으며 박규채는 해당 작품을 통해 제 10회 한국방송대상 TV연기상 수상의 영예를 안았다.

## 제작진
- 극본 : 윤대성
- 연출 : 정지영 → 이연헌

## 출연진
- 국정환
- 김수미
- 김호영
- 박규채
- 송기윤
- 엄유신
- 이묵원
- 정성모

1. ↑  “"연예계 최초로 야당후보 지지연설 해서 셋방살이 겪기도"”. 노컷뉴스. 2008년 4월 3일. 2024년 9월 5일에 확인함.